# Мајолика
Мајолика је врста керамике (полупорцелан) која је глазирана калајном белом глазуром (калај-оксид) и која је добила назив по највећем острву Мајорка у Средоземном мору које је део Балеарских острва где је у 15. веку била концентрисана велика производња керамике и одакле се она увозила у Италију и историјски је појам.
Данас се овај израз употребљава за декоративну керамику која је глазирана и украшена.

## Види
- фајанс
- Керамика